# Alaskas guvernör
Alaskas guvernör (engelska: Governor of Alaska) är det högsta ämbetet i den verkställande grenen av Alaskas delstatsstyre.
Guvernören är folkvald på 4-årig mandatperiod. En person för tjänstgöra i högst två mandatperioder i följd, men förutom det finns inga begränsningar i antalet omval.

## Guvernörer från 1959
| Nummer | Namn                 | Parti                | Från | Till     |
| ------ | -------------------- | -------------------- | ---- | -------- |
| 1.     | William Allen Egan   | Demokrat             | 1959 | 1966     |
| 2.     | Walter Joseph Hickel | Republikan           | 1966 | 1969     |
| 3.     | Keith Harvey Miller  | Republikan           | 1969 | 1970     |
| 4.     | William Allen Egan   | Demokrat             | 1970 | 1974     |
| 5.     | Jay Hammond          | Republikan           | 1974 | 1982     |
| 6.     | Bill Sheffield       | Demokrat             | 1982 | 1986     |
| 7.     | Steve Cowper         | Demokrat             | 1986 | 1990     |
| 8.     | Walter Joseph Hickel | Alaskan Independence | 1990 | 1994     |
| 9.     | Tony Knowles         | Demokrat             | 1994 | 2002     |
| 10.    | Frank Murkowski      | Republikan           | 2002 | 2006     |
| 11.    | Sarah Palin          | Republikan           | 2006 | 2009     |
| 12.    | Sean Parnell         | Republikan           | 2009 | 2014     |
| 13.    | Bill Walker          | Oberoende            | 2014 | 2018     |
| 14.    | Mike Dunleavy        | Republikan           | 2018 | sittande |